# Winter's Bane
Winter's Bane é uma banda norte-americana de Heavy/Power metal formada em 1990 no Akron, Ohio. Surgiu na cena do Metal com seu álbum Heart of a Killer em 1993, projetando o vocalista Tim "Ripper" Owens, onde se coloca em uma alta posição no cenário metálico mundial.

## Discografia
- Demo '91 (1991)
- Heart of a Killer Demo (1991)
- Heart of a Killer (1993)
- Season of Brutality (álbum não lançado) (1995)
- Girth (1997)
- Demo 2003 (2003)
- Redivivus (2006)